# Cathédrale d'Albacete
La cathédrale Saint-Jean-Baptiste (en espagnol : catedral de San Juan Bautista) est un édifice religieux catholique situé dans la ville d'Albacete, dans la communauté autonome de Castille-La Manche, en Espagne. Elle est le siège du diocèse d'Albacete.
Sa construction a débuté en 1515 sur les fondations d'un temple mudéjar antérieur. Son aspect définitif ne date que de 1949, ce qui fait qu'elle présente de nombreux styles architecturaux.

## Protection
La cathédrale fait l’objet d’un classement au titre de bien d'intérêt culturel depuis le 26 mars 1982.

## Galerie

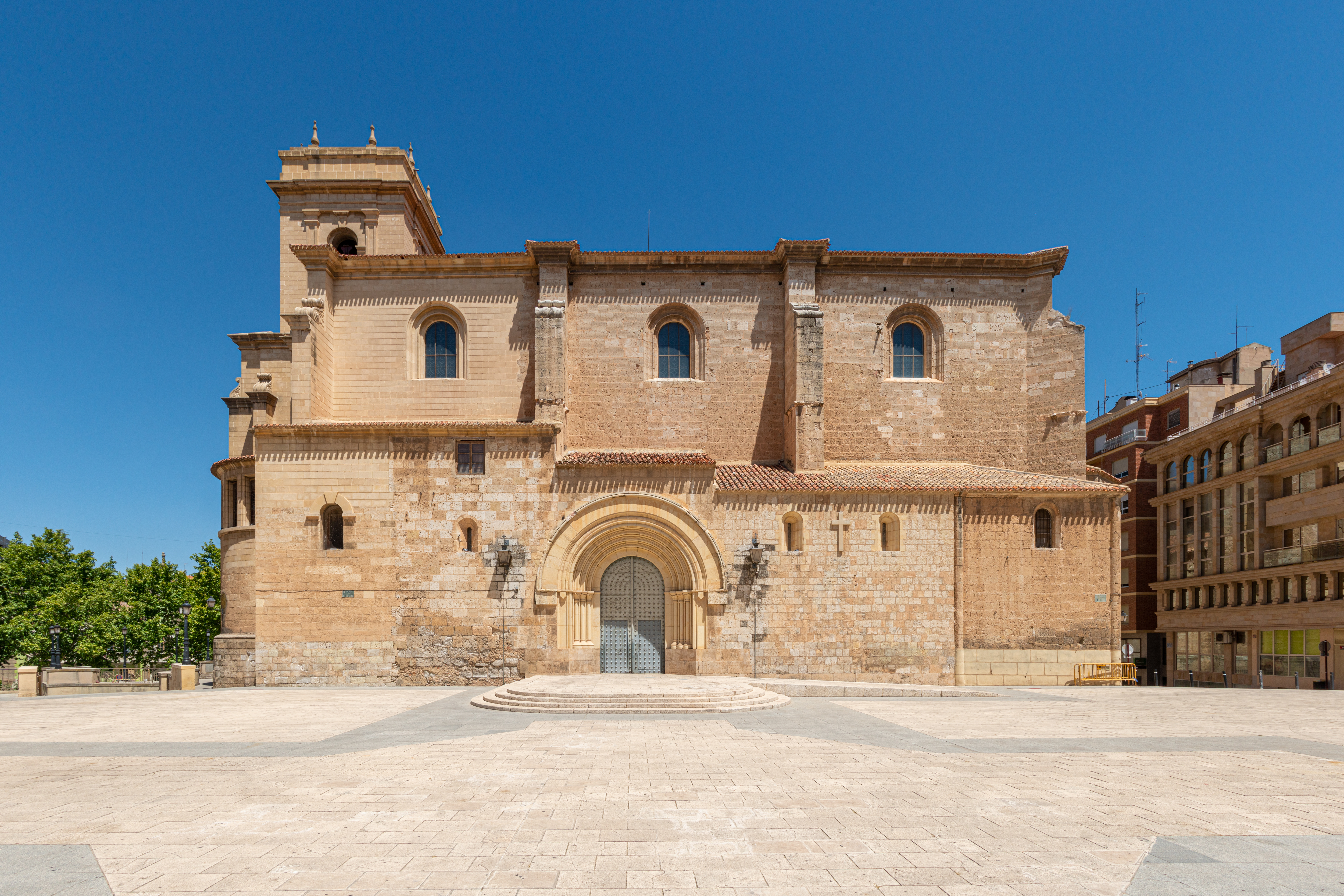
Façade latérale sud.
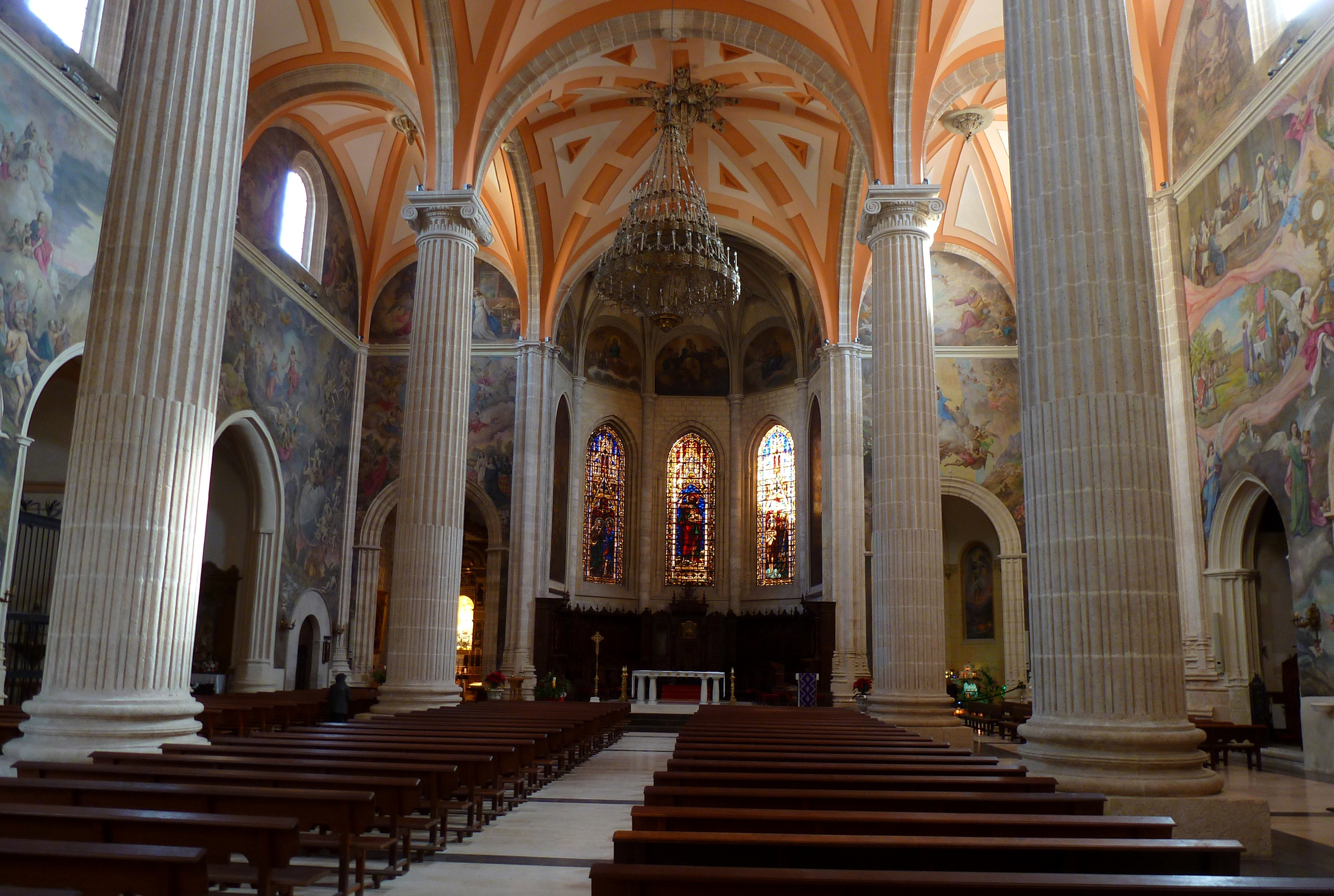
Intérieur.
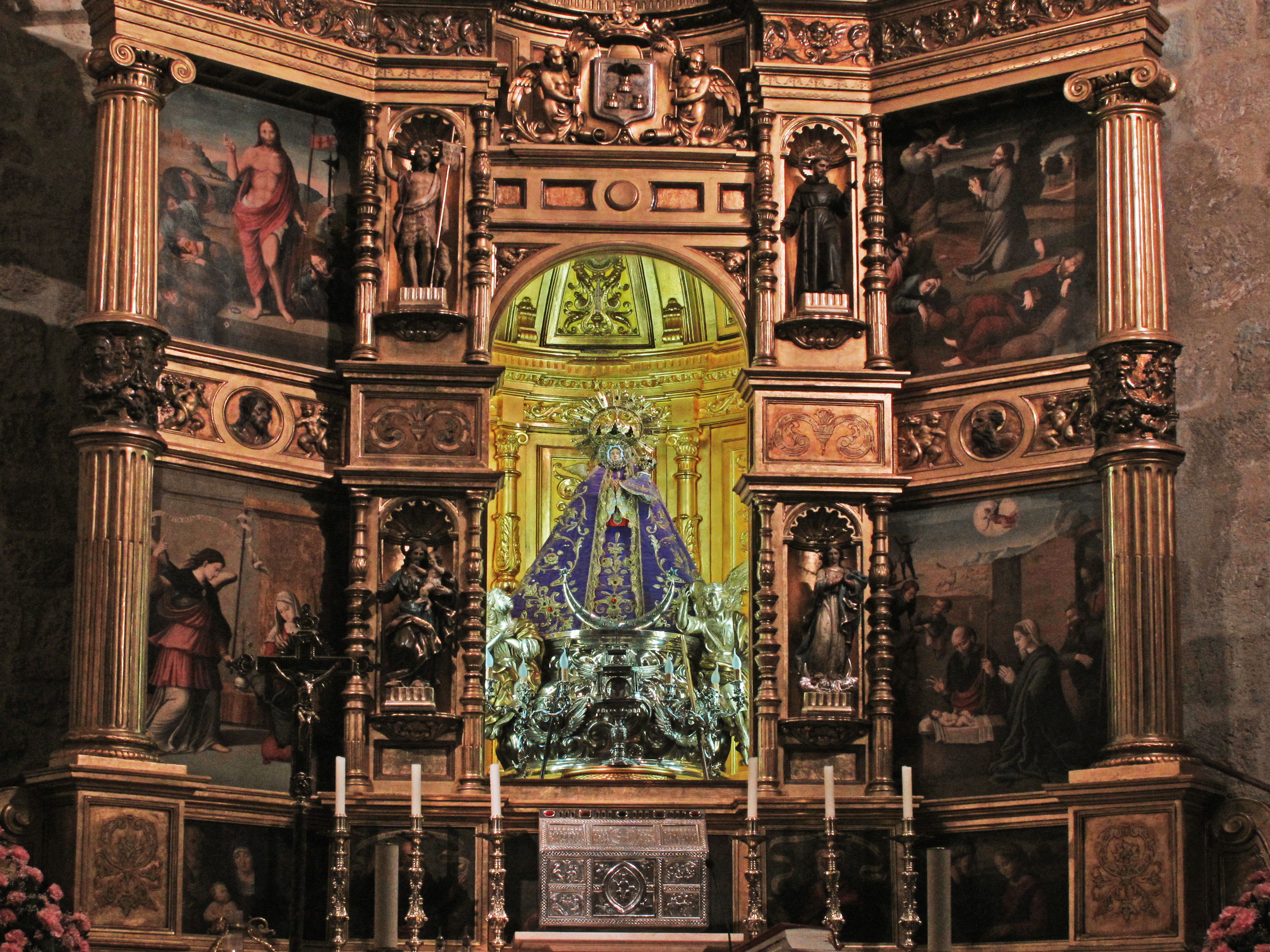
Virgen de los Llanos, sainte patronne d'Albacete.

## Source
- (es) Cet article est partiellement ou en totalité issu de l’article de Wikipédia en espagnol intitulé « Catedral de San Juan de Albacete » (voir la liste des auteurs).